# 福士正博
福士 正博（ふくし まさひろ、1952年 - ）は、日本の経済学者・農学者。東京経済大学経済学部教授。北海道出身。

## 経歴
- 1974年 宇都宮大学農学部農業経済学科卒業
- 宇都宮大学大学院農学研究科修士課程修了
- 東京大学大学院農学系研究科博士課程単位取得。1986年3月学位取得、農学博士。論文は「19世紀イギリス農業労働者の社会的存在形態」[1]。
- 1980年 東京大学大学院農学系研究科助手
- 1984年 国立国会図書館調査及び立法考査局調査員
- 1991年 東京経済大学経済学部助教授
- 2004年4月 経済学部長

## 著書
- 『環境保護とイギリス農業』 日本経済評論社 1995年
- 『市民と新しい経済学：環境・コミュニティ』日本経済評論社 2001年
- 『完全従事社会の可能性：仕事と福祉の新構想』日本経済評論社 2009年